# Halhätta
Halhätta (Mycena laevigata) är en svampart som tillhör divisionen basidiesvampar, och som först beskrevs av Latsch, och fick sitt nu gällande namn av Gillet. Halhätta ingår i släktet Mycena, och familjen Favolaschiaceae. Arten är reproducerande i Sverige.